# Euro-Ring
De Euro-Ring is een permanent racecircuit van Hongarije en ligt in het plaatsje Örkény, hemelsbreed precies tussen Boedapest en Kecskemét en ligt daarmee op 50 km van de hoofdstad.
De baan, die volgens FIA-reglementen is gebouwd, werd op 26 september 2004 geopend en is toegankelijk voor publiek.
De baan heeft een lengte van 2300 meter, en is 10 meter op zijn smalst en 12 op de breedste punten.
Verder is de baan gemakkelijk aan te passen zodat er bijvoorbeeld ook kartwedstrijden kunnen worden gehouden.
De baan wordt nu vooral gebruikt door journalisten om auto's te testen en door het publiek om een rondje met de eigen auto te rijden. Op vaste dagen kunnen ook karts gehuurd worden.